# 鍾潛
鍾潛（1463年—？），字孔昭，浙江寧波府慈谿縣人，民籍，明朝政治人物。

## 生平
弘治八年（1495年）乙卯科浙江鄉試第六十二名舉人。正德十六年（1521年）中式辛巳科會試第九十五名，登第三甲第四名進士。

## 家族
曾祖鍾觀；祖父鍾恪；父鍾霈，母陳氏。